# بازار تویوسو
بازار تویوسو (به ژاپنی: 豊洲市場, Toyosu Shijō)، یک بازار عمده‌فروشی در توکیو، واقع در منطقه تویوسو در بخش کوتو-کو، توکیو است. دو بازار برای غذاهای دریایی وجود دارد، یکی برای عمده فروشی عمومی و دیگری برای مناقصه، و یک بازار برای میوه‌ها و سبزیجات، که هر کدام در ساختمان خود هستند. گردشگران می‌توانند بازار حراج را در طبقه دوم مشاهده کنند.